# Ragni Hestad
Ragni Aud Hestad (Bergen, 5 september 1968) is een voormalig volleyballer en beachvolleyballer uit Noorwegen. Ze nam in die laatste discipline eenmaal deel aan de Olympische Spelen.

## Carrière
Ragni kwam in totaal 51 keer uit voor Noorse volleybalploeg. Daarnasst was ze met Merita Berntsen van 1995 tot en met 1996 actief als professioneel beachvolleyballer. Het duo debuteerde in Clearwater in de FIVB World Tour en speelde in het seizoen 1995/96 vervolgens nog acht wedstrijden op mondiaal niveau met een zevende plaats in Bali als beste resultaat. Bovendien wonnen ze in 1995 de zilveren medaille bij Europese kampioenschappen in Saint-Quay-Portrieux achter de Duitse Beate Paetow en Cordula Borger. Het seizoen daarop namen ze deel aan vijf reguliere toernooien in de World Tour, waarbij ze twee zevende (Espinho en Oostende) en een negende plaats (Recife) behaalden. Daarnaast namen ze in Atlanta aan het eerste olympische beachvolleybaltoernooi. Hestad en Berntsen verloren in de tweede ronde van het Amerikaanse duo Barbra Fontana en Linda Hanley waarna ze in de herkansing werden uitgeschakeld door Beate Bühler en Danja Müsch uit Duitsland en de Spelen als negende afsloten.

## Palmares
Kampioenschappen beachvolleybal
- 1995:  EK
- 1996: 9e OS